# 진 티어니
진 티어니(Gene Tierney, 1920년 11월 19일 ~ 1991년 11월 1일)는 미국의 배우이다. 오토 프레민저 감독의 1944년 영화 《로라》의 주인공 로라 헌트 역으로 가장 잘 알려져 있다. 헨리 킹 감독의 1945년 영화 《리브 허 투 헤븐》을 통해 아카데미 여우주연상 후보에 올랐다.

## 출연 작품
- 프랭크 제임스의 귀환 (1940)
- 토바코 로드 (1941)
- 천국은 기다려준다 (1943)
- 로라 (1944) - 로라 헌트 역
- 리브 허 투 헤븐 (1945) - 앨런 버런트 할랜드 역
- 면도날 (1946)
- 유령과 뮤어 부인 (1947)
- 소용돌이 (1949)
- 더 메이팅 시즌 (1951)
- 플리머스 어드벤쳐 (1952)
- 더 레프트 핸드 오브 갓 (1955)